# Nerezine
Nerezine so naselje na vzhodni obali severnega dela hrvaškega otoka Lošinj, ki upravno spada pod mesto Mali Lošinj; le-ta pa spada pod Primorsko-goransko županijo.
Vas leži ob istoimenskem zalivu ob cesti, ki pelje skozi vas od Osorja proti Malemu Lošinju.
Naselje se prvič omenja v 14. stoletju. V vasi je frančiškanski samostan s cerkvijo iz leta 1510. Samostan je dala zgraditi družina Draža iz Osorja. Pozneje, leta 1590 pa je bil k cerkvi prizidan še renesančni zvonik. V bližini nasela je dobro ohranjen obrambni stolp z grbom družine Draža.

## Demografija
| Pregled števila prebivalcev po letih | Pregled števila prebivalcev po letih | Pregled števila prebivalcev po letih | Pregled števila prebivalcev po letih | Pregled števila prebivalcev po letih | Pregled števila prebivalcev po letih | Pregled števila prebivalcev po letih | Pregled števila prebivalcev po letih | Pregled števila prebivalcev po letih | Pregled števila prebivalcev po letih | Pregled števila prebivalcev po letih | Pregled števila prebivalcev po letih | Pregled števila prebivalcev po letih | Pregled števila prebivalcev po letih | Pregled števila prebivalcev po letih |
| ------------------------------------ | ------------------------------------ | ------------------------------------ | ------------------------------------ | ------------------------------------ | ------------------------------------ | ------------------------------------ | ------------------------------------ | ------------------------------------ | ------------------------------------ | ------------------------------------ | ------------------------------------ | ------------------------------------ | ------------------------------------ | ------------------------------------ |
| 1857                                 | 1869                                 | 1880                                 | 1890                                 | 1900                                 | 1910                                 | 1921                                 | 1931                                 | 1948                                 | 1953                                 | 1961                                 | 1971                                 | 1981                                 | 1991                                 | 2001                                 |
| 919                                  | 924                                  | 1047                                 | 1180                                 | 1308                                 | 1424                                 | 1559                                 | 1282                                 | 981                                  | 719                                  | 586                                  | 456                                  | 410                                  | 397                                  | 371                                  |